# Бьяри (фильм)
«Бьяри» (англ. Byari) — индийский фильм на языке бьяри, снятый режиссёром К. П. Сувираном. Первый художественный фильм на этом языке. Премьера в кинотеатрах региона Южная Каннада состоялась 9 июня 2011 года.
Сюжет фильма рассказывает о плюсах и минусах развода в исламе и о том, как сильно мусульманские девочки страдают из-за исламских законов. Картина была показана на нескольких кинофестивалях, где получила положительные отзывы. Жюри Национальной кинопремии Индии выбрало его лучшим художественным фильмом года.
В 2019 году решением суда режиссёру и продюсеру был запрещен показ фильма в любой части страны, поскольку он был признан адаптацией романа Chandragiriya Theeradalli (1984) каннадаязычной писательницы Сары Абубакер.

## Сюжет
Фильм рассказывает о культуре, традициях и языке общины бьяри. Фильм, основанный на вопросах, связанных с иддатом (брак) и талаком (развод) в исламе, пытается донести такие проблемы до сведения исламских законодателей.
В тот же день, когда у Надиры случаются первые месячные, организуют её брак. Её муж в три раза старше неё, но несмотря на обычаи и традиции, любит её до глубины души. Однако, уже после рождения ребёнка, она разводится из-за спора между её мужем и отцом.
После развода Надира вынуждена жить в доме отца, лишенная каких-либо контактов с внешним миром. Тем временем её муж забирает ребенка. В конечном итоге, обходя многие препятствия, оказывается, что она может вернуться к мужу. Однако для этого, согласно требованиям закона, она должна выйти замуж и развестись с другим мужчиной.

## Производство
Фильм был снят режиссёром Сувираном и продюсером Т. Х. Альтафом Хуссейном под баннером Thanneer Films. Сюжетная линия была написана Ирфаном Чоккабетту, а диалоги — Ибрагимом Таннирбави. Тесты песен сочинены Шивадасой Пурамери, а музыка написана Вишваджитом. Роль главной героини исполнила тамильская актриса Маллика, а малаяльский актёр Мамукоя сыграл её отца.
Съемки проходили в округе Южная Каннада и некоторых районах Кералы. Фильм был снят на 16-мм киноплёнку при ограниченном бюджете, который составил примерно 70 лакх (7 млн) рупий.

## Награды
- Национальная кинопремия за лучший художественный фильм[6]
- Специальное упоминание Национальной кинопремии — Маллика[англ.][6]